# 開鬼門
開鬼門是中医一種治療「飲」證的方法，適用於「溢飲」的症狀。古時稱汗腺為「鬼門」，這方法透過發汗，把停留於肌膚、皮下或身半以下表淺部位的水飲排出體外。